# 雅凡娜
雅凡娜·齊門泰芮 Yavanna Kementári，是英國作家約翰·羅納德·鲁埃爾·托爾金的史詩式奇幻小說《精靈寶鑽》中的人物。奧力之妻，雅凡娜意思是「果實的賞賜者」 Giver of fruits，齊門泰芮意思是「大地之后」 Queen of the Earth，她又稱佩露亞 Palúrien，維拉之一，維麗之一，雅睿塔爾之一，植物女神，樹人之創造者。
伊露維塔接受奧力矮人的創作，雅凡娜擔心矮人過度砍伐中土大陸的樹木，所以懇求伊露維塔，伊露維塔答允雅凡娜的要求，透過她的手創造樹人保護樹木。